# Rüdiger von Bechelaren

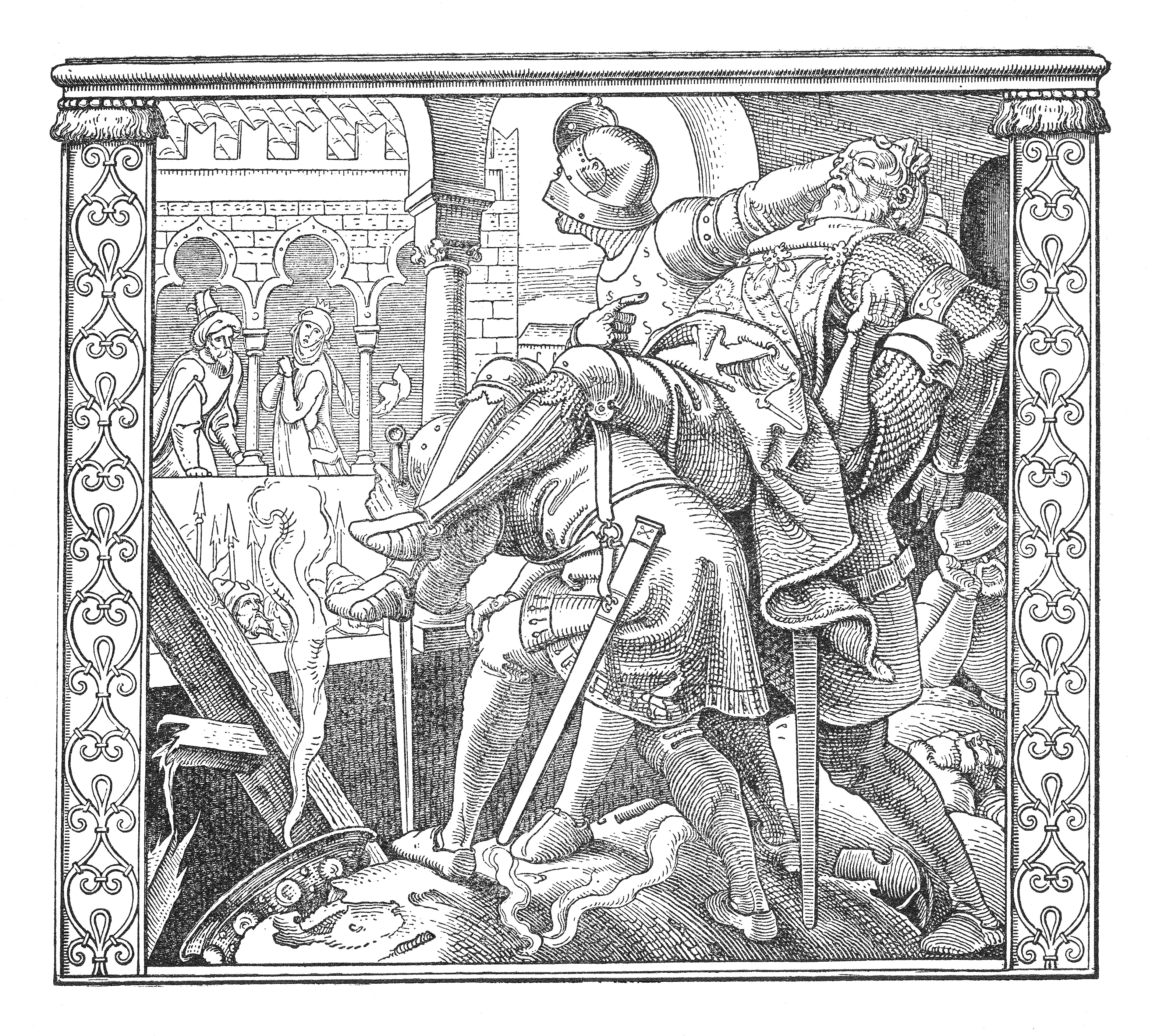
Wie Kriemhilden der Leichnam Rüdigers gezeigt wird (Come viene mostrato il corpo di Rüdiger a Kriemhilden), incisione di G. Metzger da un disegno di Alfred Rethel, 1840/41.

Rüdiger von Bechelaren è una figura della saga dei Nibelunghi, la cui esistenza non può essere storicamente dimostrata.

## Saga dei Nibelunghi e corrispondenze storiche
La saga dei Nibelunghi unisce varie leggende, alcune delle quali risalgono ad eventi storici oppure usano i nomi di personaggi storici come elementi. L'arco temporale di queste reminescenze si situa tra il V e il X secolo. Le opere letterarie che danno forma a parti della saga dei Nibelunghi trattano il materiale in modo molto diverso. Un personaggio chiamato Rüdiger appare nella saga dei Nibelunghi solo nella Canzone dei Nibelunghi e nella saga di Thidrek. Gli Unni de La Canzone dei Nibelunghi e il loro re Etzel rappresentano i magiari del X secolo e i loro governanti, anche se i loro nomi sono presi dalla storia del V secolo. Metellus, che scriveva poesie in latino medio e si chiamava Metellus von Tegernsee (intorno al 1160), testimonia una canzone eroica sul conte Rogerius (Rüdiger) che, insieme a Tetricus (Teodorico), compì gesta eroiche sull'Erlauf (cioè vicino a Pöchlarn). Tuttavia, questo non prova che Rüdiger e Teodorico fossero già collegati alla saga dei Nibelunghi in questo periodo. Questa connessione esiste dal 1200 circa al massimo.
Nella Canzone dei Nibelunghi, il margravio Rudeger von Bechelaren amministra l'area a est dell'Enns ed è soggetto al re unno. Ciò significa che nel X secolo un nobile franco o bavarese tenne il suo dominio sui possedimenti del tempo dei Carolingi, primo insediamento tedesco orientale nella regione del Danubio. La sua sede era a Pöchlarn, che deriva da Bechelaren ed era un antico possedimento di Ratisbona. L'insediamento orientale franco-bavarese sul Danubio fu sostanzialmente completato già a metà dell'VIII secolo. Le sfere di influenza dei sovrani magiari si estendevano a volte fino alla Bassa Austria, anche se a volte questi riconoscevano la sovranità dell'Impero carolingio. Dopo la battaglia di Presburgo (ad Brezalauspurc) e la devastante sconfitta dell'esercito bavarese da parte dei magiari, il paese fu occupato permanentemente da questi fino all'Enns. I magiari vagarono temporaneamente fino alla costa tedesca del nord, fino all'Italia settentrionale a sud e fino alla Baviera e della Svevia ad ovest. Soprattutto, ottennero la piena sovranità sull'area a est dell'Enns. Tuttavia, alla fine del X secolo, la maggior parte delle relazioni di proprietà furono le stesse dell'epoca carolingia prima dell'invasione magiara.
La Canzone dei Nibelunghi continua dicendo che Crimilde e il suo seguito erano già accuditi Ense auf dem Feld (nei campi di Ense (?)) e che furono accolti dalla moglie di Rüdiger hie in disem lant. Da ciò si può dedurre che il dominio di Rüdiger doveva estendersi un po' più a ovest dell'Enns, quantomeno secondo l'opinione delle persone intorno al 1200. Nella sua giurisdizione, Pöchlarn e Melk sono menzionati come castelli. A Melk, ai burgundi viene mostrata la strada per Mautern ins Osterlant. A Mautern, un vecchio possedimento di Passavia, il vescovo Pilgrim si congeda quindi da sua nipote Crimilde. Fino a Traismauer an der Traisen (o fino a Zeiselmauer tra Tulln e Klosterneuburg), emissari unni incontrano il corteo. Lì, viene menzionato un forte castello del re Etzel. Così la sfera d'influenza di Rüdiger nel Canto dei Nibelunghi può essere definita come la zona tra l'Ennsfeld, un po' a ovest di Enns, e il Traisen. La zona a est del Traisen si chiama Osterlant e nell'epica eroica Rabenschlacht si chiama Isterîch.
I sudditi dei principi di Etzel arrivano a Tulln per ricevere i burgundi. Solo allora Etzel stesso e Teodorico di Verona vengono loro incontro. Il matrimonio e il Beilager si celebrano a Vienna. L'impero unno, chiamato Heunenlant nella Saga dei Nibelunghi e Hiunische marke nella Rabenschlacht, inizia a est di Vienna, presumibilmente sul Fischa, dove iniziò anche il territorio degli avari dopo la loro sconfitta da Carlo Magno. Heimenburc, sul sito dell'odierna Bad Deutsch-Altenburg, è menzionata come la prima città di questa zona. Il nome deriva dal nome personale Heimo (il coppiere di Arnolfo di Carinzia) e non, come spesso erroneamente si pensa, dagli Unni.
Si può supporre senza dubbio che le frontiere, e quindi le aree di potere, furono soggette a forti fluttuazioni nei secoli VIII-X. L'epopea Biterolf und Dietleib fu scritto alcuni decenni dopo la Canzone dei Nibelunghi e ne scrive i dettagli geografici; non può quindi essere considerato una fonte indipendente; in particolare, la menzione del castello di Mautern come il primo nell'Osterlant deve chiaramente qualcosa alla Canzone dei Nibelunghi. Gli storici che presumono che i poemi epici Biterolf und Dietleip e Rabenschlacht abbiano fonti più antiche della Canzone dei Nibelunghi suppongono che l'area dell'Heunische Grenzland arrivasse fino alle pendici della Wachau o addirittura al Pielach. La marca ottoniana, fondata a metà del X secolo, si estendeva dall'Enns alla Selva Viennese e quindi coincide in gran parte con l'area di influenza di Rüdiger nel poema epico Rabenschlacht.
Un territorio dei conti di Ebersberg nella zona di Ybbs-Persenbeug può essere assunto come storicamente sicuro. Questa stirpe, imparentata con i Carolingi, fu di grande importanza, ma si estinse già nel 1045. Nella regione di confine a est dell'Enns avevano molte proprietà terriere: ciò suggerisce l'ipotesi che alcuni corsi d'acqua come Marbach (che significa Grenzbach, torrente di confine) o Melk (che significa Grenze, confine) rappresentassero linee di confine temporalmente diverse dal territorio magiaro.

## Tentativi di vedere figure storiche nel personaggio leggendario di Rüdiger
In definitiva, il tentativo di trovare una personalità storica in Rüdeger von Bechelaren si basa sul fatto che esiste una voce con un certo Rudegerus marchio nel necrologio dell'ex convento di canonici di St. Andrä an der Traisen per il 4 dicembre 1203. Il monastero fu fondato nel 1112 e la necrologia è di circa 100 anni più antico. La voce menzionata è la più antica testimonianza di tale persona. Il necrologio è, tuttavia, una copia di fonti più antiche. Le figure leggendarie o della mitologia non erano generalmente incluse nei necrologi e ciò era la base per l'assunzione del fatto che il margravio Rudeger fosse una persona storica. Il nome Rudeger appare alla fine del X secolo tra gli Eppenstein. Lì, un certo conte Rutker è menzionato come fratello di Markwart III di Eppenstein, margravio della marca di Stiria, nel 985 e 991. Tuttavia, ciò attesta solo l'esistenza di un tale nome personale, non quello di una persona storica che avrebbe fornito la base per la figura leggendaria.